# Thomas Theiler
Thomas Theiler (* vor 1398; † nach 1438) war Landeshauptmann von Wallis.

## Werdegang
Thomas Theiler war ein Sohn von Peter Theiler von Simplon. Seine Familie war auch unter dem latinisierten Namen Partitoris bekannt. Erstmals wurde er 1398 bei der Erbteilung nach dem Tod seines Vaters erwähnt. Seine Brüder hießen Anton, Henslin und Wilhelm. Er gehörte zu einer Walliser Gesandtschaft, die 1407 einen Vertrag mit den Bewohnern des Eschentals und 1422 ein Bündnis mit dem Herzog von Mailand abschloss. Den Zenden Brig vertrat er ab 1418 mehrfach auf dem Landrat. Unter Bistumsverweser Andreas dei Benzi war er dreimal Landeshauptmann. Er bestätigte 1430 Satzungen des Dorfes Mörel gegen Hexen und Zauberer. In Gampel wurde 1431 ein Landfrieden beschlossen. Als Kastlan von Brig amtierte er 1432 und 1438.